# Lexus IS
Lexus IS (яп. レクサス・IS) — спортивный автомобиль среднего класса, продаваемый брендом Lexus. Ранее IS выпускался в Японии под названием Toyota Altezza (яп. トヨタ・アルテッツァ).
Первое поколение Altezza (XE10) появилось в Японии в октябре 1998 года, в то время как Lexus IS дебютировал в Европе в 1999 году и в Северной Америке в 2000 году. Первые модели оснащались рядными шестицилиндровыми двигателями и выпускались в вариантах седан и универсал. Второе поколение IS (XE20) было выпущено во всем мире в 2005 году в кузове седан с моторами V6, а в 2007 году появилась версия с V8. В 2008 году появилась модель с открытым кузовом. Lexus IS (XE30) третьего поколения, представленный в январе 2013 года, оснащался двигателями V6, двигателем с турбонаддувом, и гибридными установками.

## Первое поколение
Комплектации Toyota Altezza/Lexus IS:
- AS200/IS 200 - 2.0 L рядная 6, 160 л.с. (200 Н⋅м), 6-скоростная МКПП/4-скоростная АКПП.
- RS200 - 2.0 L рядная 4, 210 л.с. (216 Н⋅м) с 6-скоростной МКПП/200 л.с. (216 Н⋅м) с 5-скоростной АКПП.
- AS300/IS 300 - 3.0 L рядная 6, 220 л.с. (294 Н⋅м), 5-скоростная АКПП/5-скоростная МКПП (IS 300)/4-скоростная АКПП (4WD).Lexus IS 300 SportCross

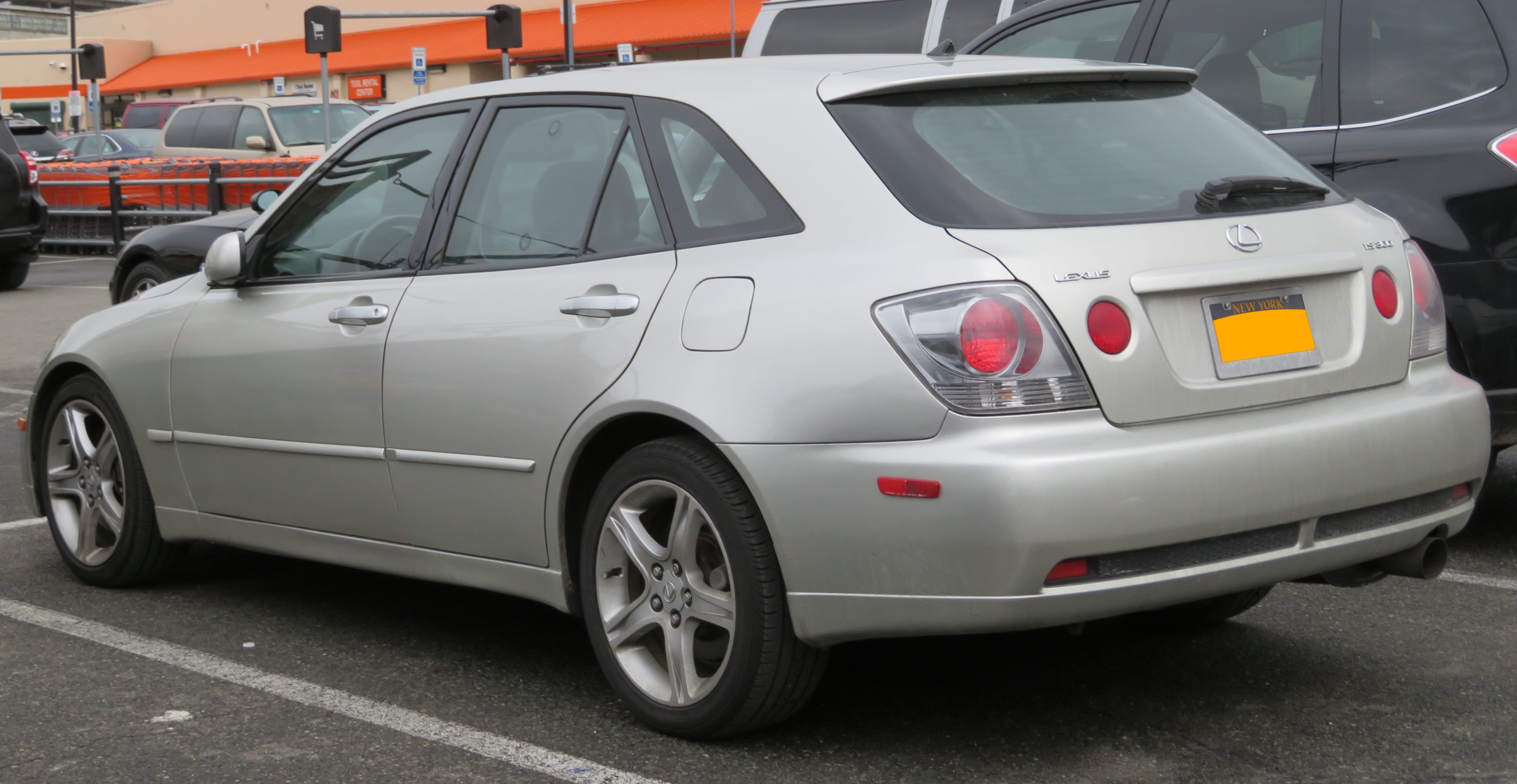
Lexus IS 300 SportCross

Автомобили Lexus IS, продаваемые в Северной Америке были доступны только в 3.0-литровой 6-цилиндровой версии. В США и Европе продажи Lexus IS 300 были очень низкими. На американском рынке продажи упали с 22 486 машин в 2001 году до уровня ниже 10 000 в 2004 году. IS 200 в Европе продавался лучше, но всё равно сильно не дотягивал до уровня продаж Mercedes-Benz C-класса и других, в основном немецких конкурентов.

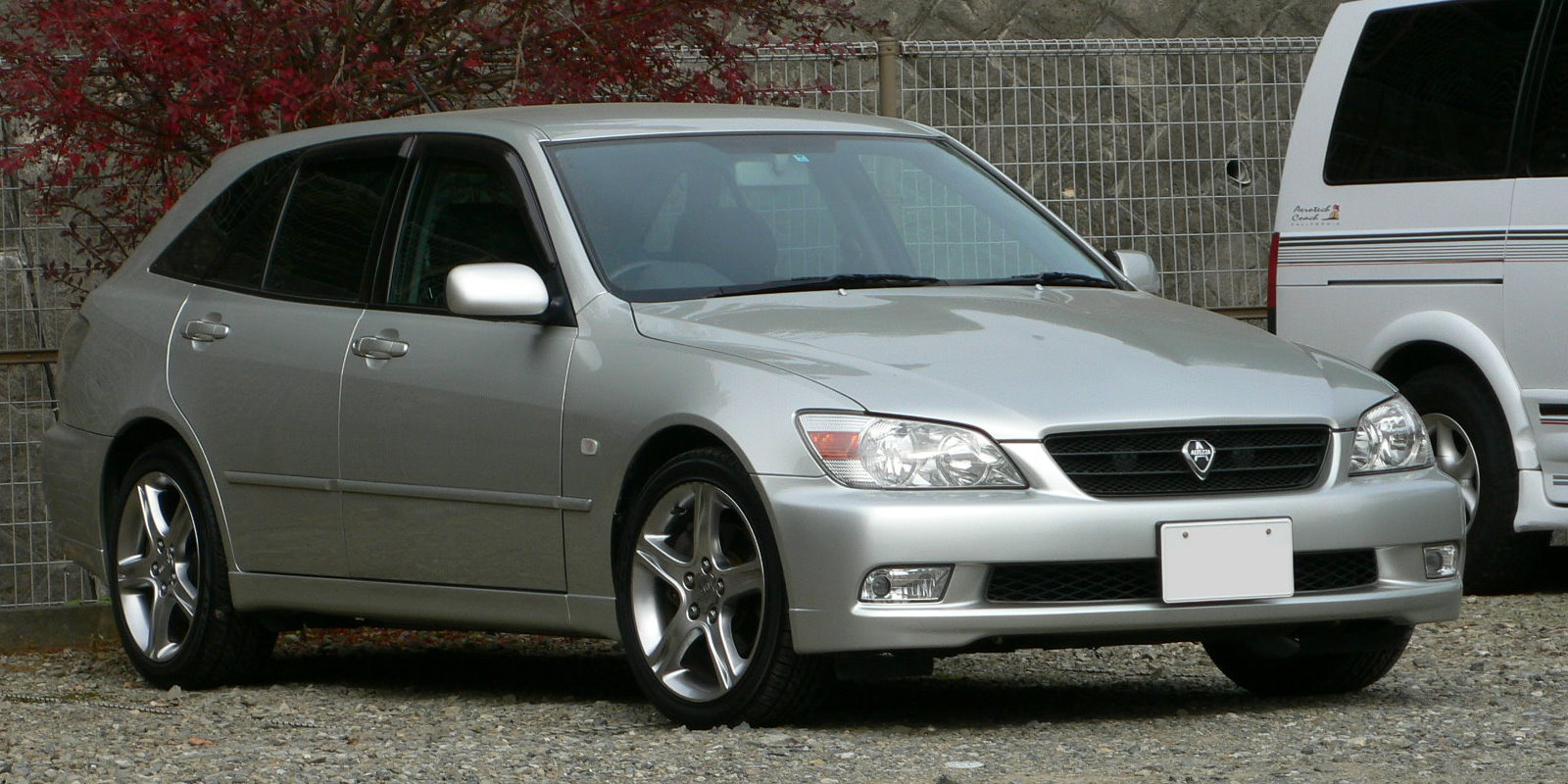
Toyota Altezza Gita

### Тюнинг

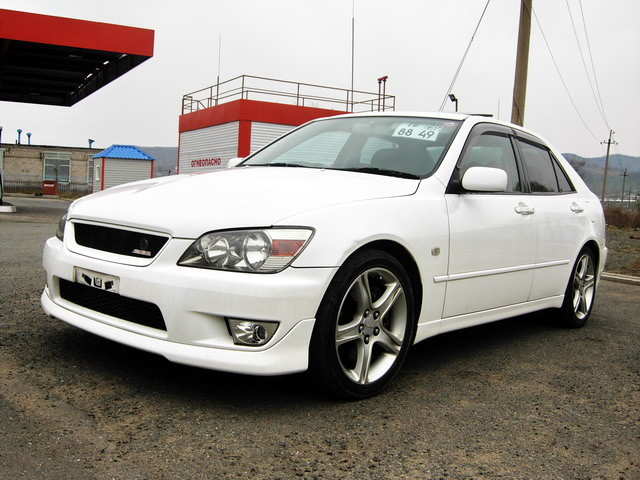
Toyota Altezza

В Японии более популярным была модификация RS200 из-за лучшей управляемости (причиной тому был лёгкий, но мощный двигатель). Установленный на версии Altezza RS200 силовой агрегат 3S-GE относится к наиболее совершенным из доработанных инженерами Yamaha Motor Company двигателей и выдаёт максимальную мощность в 210 л.с. при 7600 об/мин, от предыдущих версий данное исполнение 3S-GE отличается окраской ГБЦ в чёрный цвет (Black Top) вместо прежнего красного (Red Top). Существует большое разнообразие тюнинговых запчастей для RS200, кроме того, машинный блок этой модификации совпадает с таковым у MR2 SW20 и Celica ST202, тюнингованных компанией Yamaha и использующих технологию двойного VVT-i. Toyota Team Europe (TTE) первой выпустила обновлённую версию IS 200, а через несколько лет в США RMM выпустила новую версию IS 300. Фирма MillenWorks построила Lexus IS 430, который был выставлен в 2003 году на выставке SEMA в Лас-Вегасе, Невада. Его основой послужил IS 300 с двигателем 4.3L V8 от Lexus GS. В Европе TTE выпустила «заряженную» версию седана IS 430 4.3 L V8 с двигателем мощностью 405 л.с., способного разогнаться до 100 км/ч за 4,5 с. Также TTE выпустила нагнетатель для IS 200, поднимающий мощность до 204 л.с.
В то же время японские тюнеры HKS, Blitz, Top Secret, Sard, Power Enterprise и собственный гоночный отдел Toyota разработали множество запчастей, включая турбонагнетатели, суперчарджеры и даже комплекты, целиком меняющие поведение и облик машины. «Заряженные» модификация RS200 также используется множеством компаний (включая TRD) при проведении автомобильных гонок в Азии.
На данный автомобиль первого поколения (Altezza AS200, RS200, IS 200) часто устанавливают моторы серии JZ разных модификаций. По стандарту 2JZ-GE стоит только в Lexus IS 300 и Altezza Gita AS300.

## Второе поколение

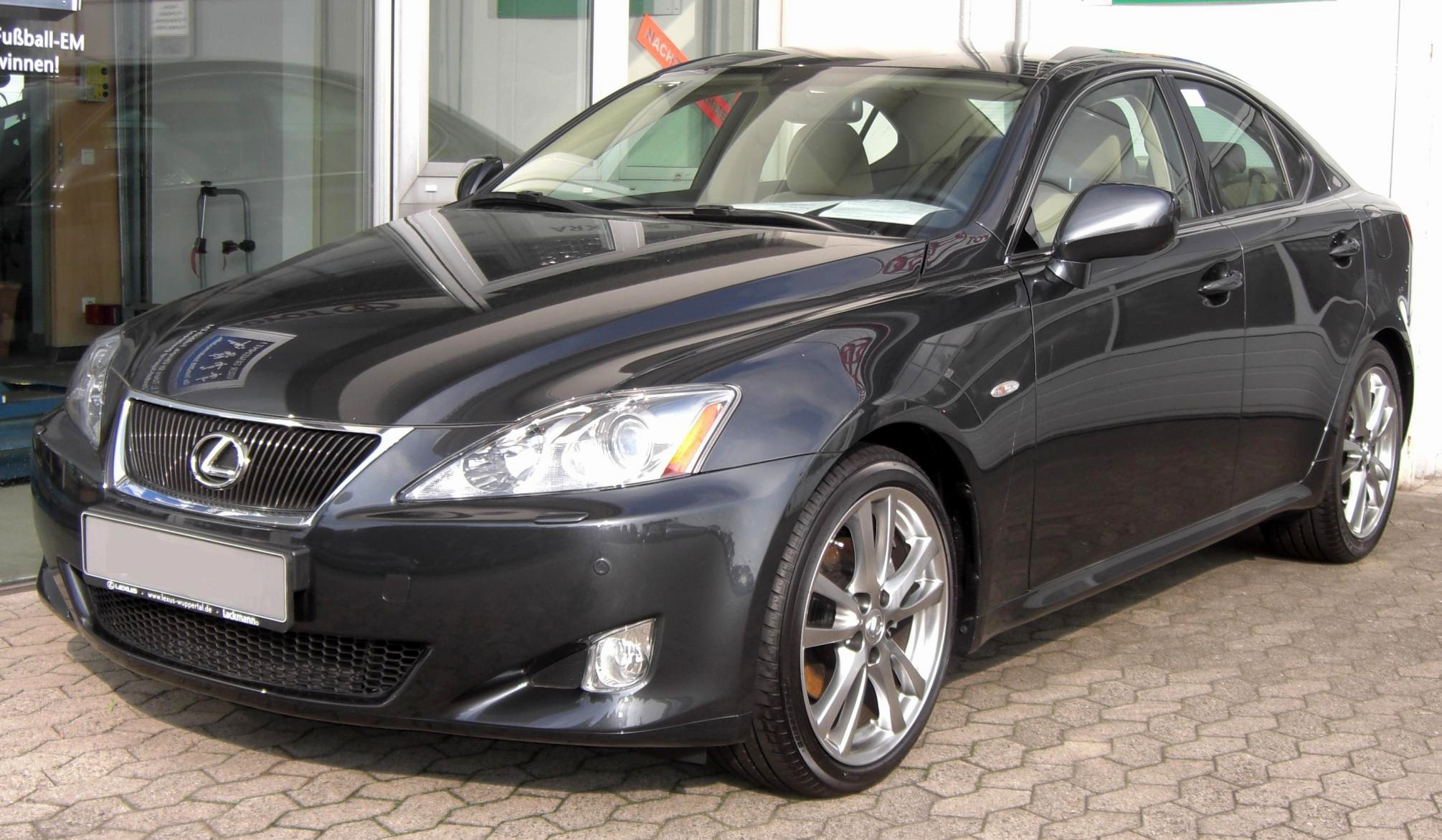
Lexus IS

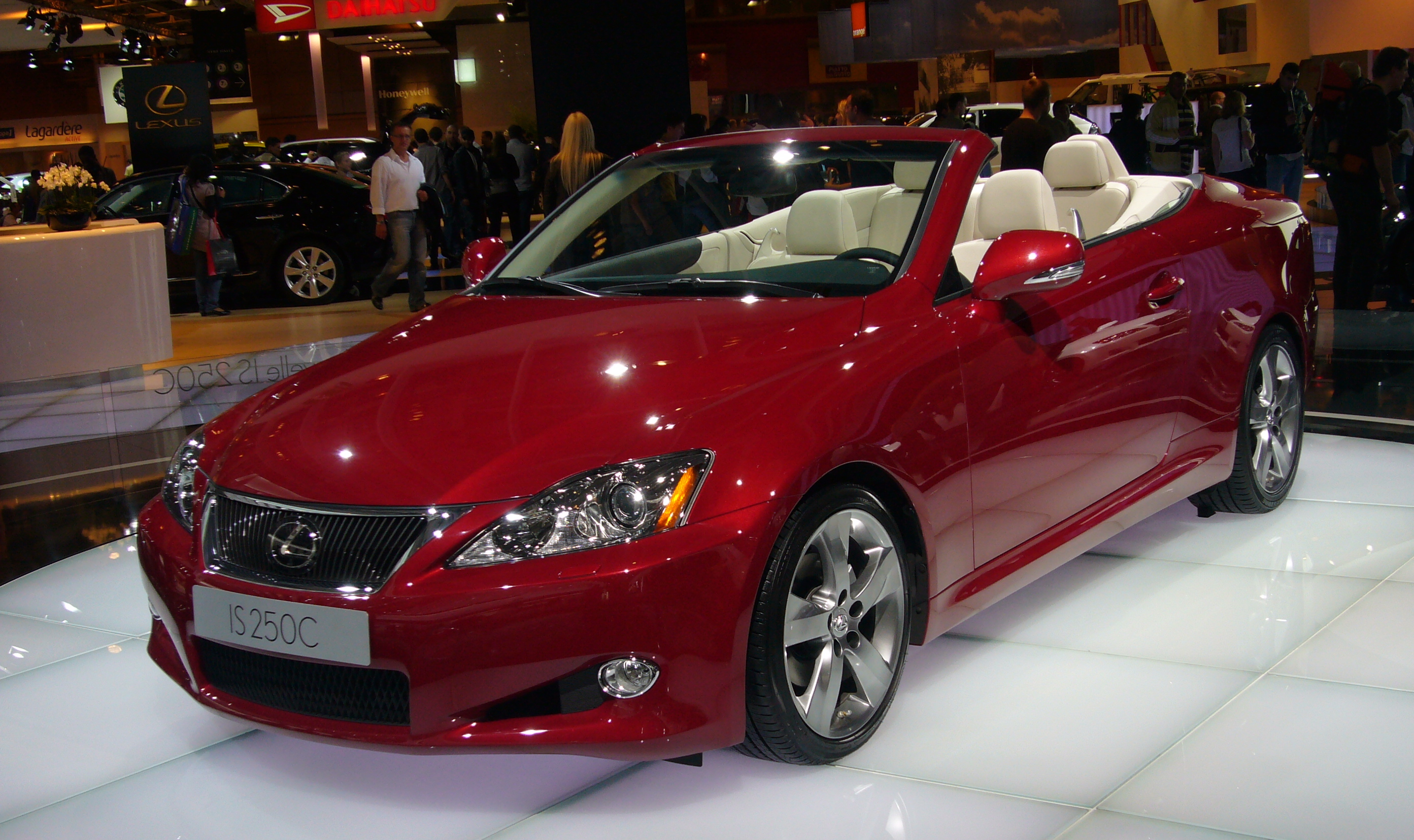
Lexus IS 250C

Предсерийный автомобиль второго поколения модели IS был показан на Женевском автосалоне в 2005 году, а серийная версия дебютировала в Международном автосалоне в Нью-Йорке в апреле 2005 года. Продажи седана начались по всему миру осенью 2005 года, при этом название Toyota Altezza было прекращено из-за введения марки Lexus в Японии, а медленно продаваемая версия универсала SportCross была полностью исключена из линейки.
Комплектации:
- IS 200d - 2.2 L рядная 4, 150 л.с. (360 Н⋅м), 6-скоростная МКПП

- IS 220d - 2.2 L рядная 4, 177 л.с. (400 Н⋅м), 6-скоростная МКПП

- IS 250/IS 250C - 2.5 L V6, 204 л.с. (252 Н⋅м), 6-скоростная МКПП/6-скоростная АКПП

- IS 250 AWD - 2.5 L V6, 204 л.с. (252 Н⋅м), 6-скоростная АКПП

- IS 300/IS 300C - 3.0 L V6, 230 л.с. (300 Н⋅м), 6-скоростная АКПП

- IS 350/IS 350C/IS 350 AWD - 3.5 L V6, 306 л.с. (375 Н⋅м), 6-скоростная АКПП

- IS F - 5.0 L V8, 417 л.с. (503 Н⋅м), 8-скоростная АКПП

### Тюнинг
Второе поколение уже имеет множество тюнинговых деталей от известных японских тюнинговых компаний. Хотя новый IS появился на рынке только в течение короткого периода времени, для него уже существует ряд обвесов, что свидетельствует о высоком спросе на запчасти для тюнинга на вторичном рынке. В 2007 году японская тюнинговая фирма TOM'S выпустила модифицированный IS 350 с ЭБУ, новым воздушным фильтром, модифицированным выхлопом и дополнительными доступными улучшениями производительности, начиная от подвески и заканчивая тормозами. В 2007 году Lexus анонсировал программу проектных автомобилей для выставки SEMA этого года, в центре которой была высокопроизводительная модель IS F. Lexus пригласил членов-производителей SEMA представить свои проекты автомобилей Lexus на своей выставочной выставке. Это был первый случай, когда производитель официально присутствовал на конференции послепродажного обслуживания. На выставке SEMA 2007 года Lexus также запустил линейку запчастей и аксессуаров "F-Sport" для IS 250/350.

## Третье поколение

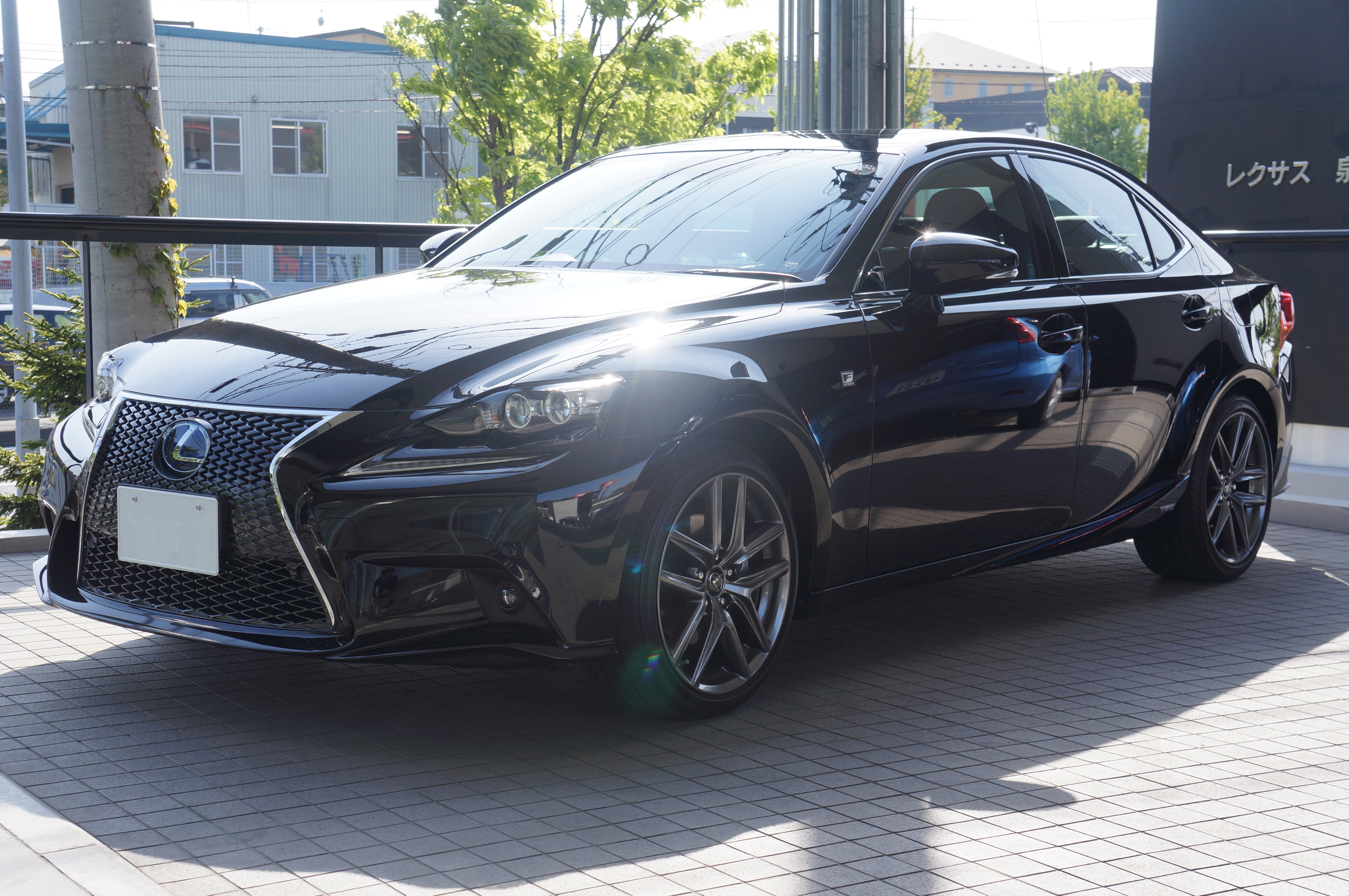
2013 Lexus IS

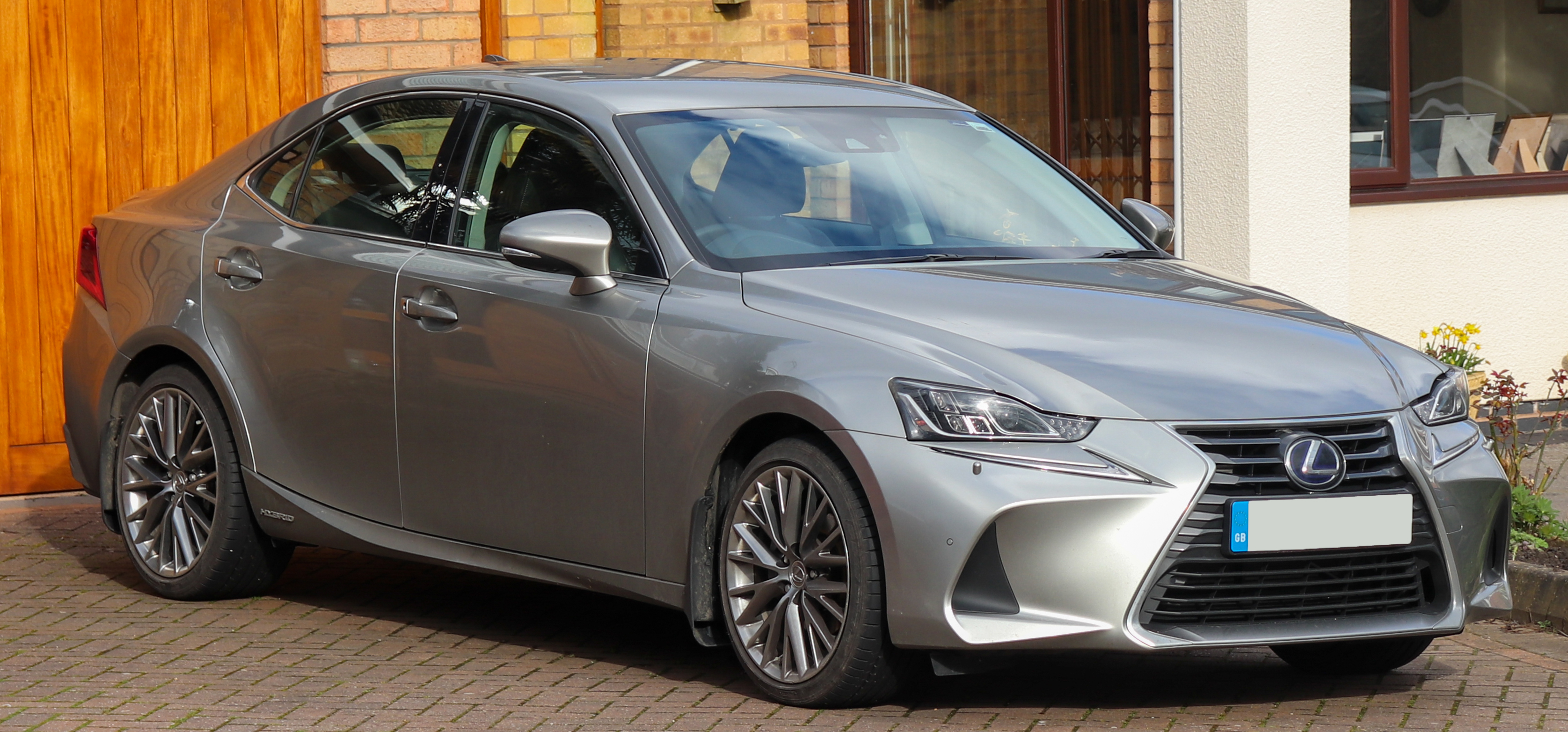
2016 Lexus IS

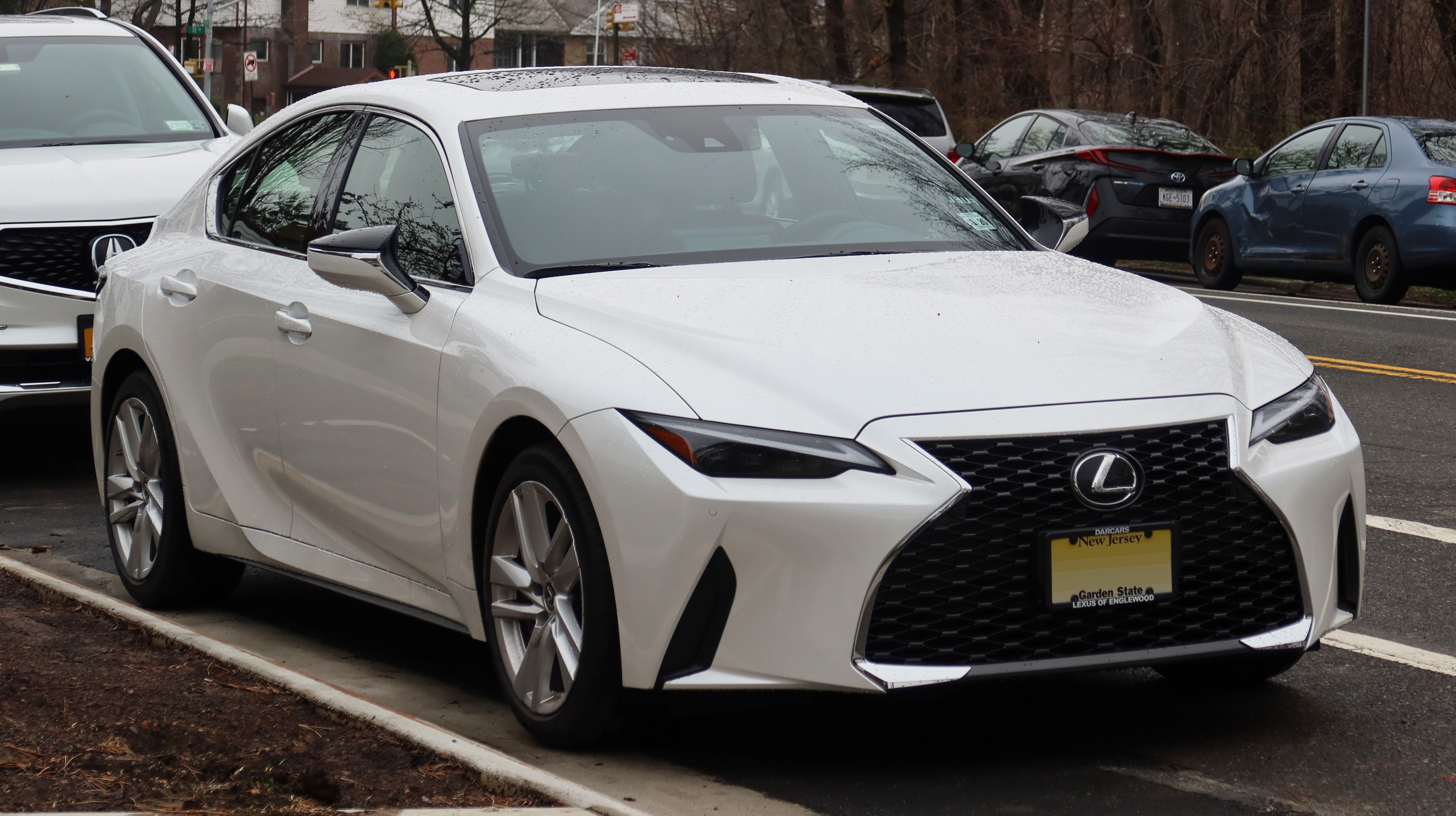
2020 Lexus IS

Третье поколение Lexus IS официально дебютировало на Детройтском автосалоне в 2013 году. Lexus IS третьего поколения стал лучшим автомобилем в классе в 2013 году по версии Euro NCAP.
Автомобили 2013 модельного года обзавелись измененными бамперами, фарами и новой мультимедиа системой. Обновленная модель была представлена в апреле 2016 года на Пекинском автосалоне, ей слегка «освежили» экстерьер и интерьер, но при этом оставили нетронутой техническую «начинку». А если точнее: «перекроили» бампера, светотехнику и решетку радиатора; установили в салоне 10.3-дюймовый экран мультимедийного комплекса и расширили цветовую палитру кузова за счет новых оттенков. В 2020 году IS получил серьезную модернизацию для 2021 модельного года. Обновленный дизайн включает в себя увеличенный кузов, рестайлинговые фары и задние фонари во всю ширину, слегка обновленную приборную панель и увеличенный дизайн решетки радиатора. Подвеска также была переработана с более жестким кузовом.
Комплектации:
- IS 250/IS 250 AWD - 2.5 L V6, 207 л.с. (250 Н⋅м), 6-скоростная АКПП

- IS 200t/IS 300 - 2.0 L рядная 4, 244 л.с. (350 Н⋅м), 8-скоростная АКПП

- IS 300 AWD - 3.5 L V6, 259 л.с. (320 Н⋅м), 6-скоростная АКПП

- IS 350/IS 350 AWD - 3.5 L V6, 310 л.с. (375 Н⋅м), 8-скоростная АКПП/6-скоростная АКПП (AWD)

- IS 300h - 2.5 L рядная 4, 178 л.с. (221 Н⋅м), вариатор (CVT), гибрид

- IS 500 F SPORT Performance - 5.0 L V8, 479 л.с. (535 Н⋅м), 8-скоростная АКПП

### Безопасность
| Euro NCAP                                                                             | Euro NCAP | Euro NCAP | Euro NCAP             |
| ------------------------------------------------------------------------------------- | --------- | --------- | --------------------- |
| · общий рейтинг                                                                       |           |           |                       |
| 91%                                                                                   | 85%       | 80%       | 66%                   |
| взрослый пассажир                                                                     | ребёнок   | пешеход   | активная безопасность |
| Протестированная модель: Lexus IS 300h 2.5 Hybrid Drive, 'Executive Plus', RHD (2013) |           |           |                       |